# Ministère de la Culture (Inde)
Pour les articles homonymes, voir Ministère de la Culture.
Le ministère indien de la Culture (en hindi : संस्कृतीक मंत्रालय) est un ministère du gouvernement indien chargé de la préservation et de la promotion de l'art et de la culture.

## Description
Le ministre de la Culture fait partie du Conseil des ministres de l'Inde.
Chandresh Kumari est l'actuel ministre de la Culture.
Le gouvernement a lancé en 2012 une mission pilotée par ce ministère pour la modernisation des bibliothèques.

## Organisation

### Services administratifs associés
- Archaeological Survey of India
- Central Secretariat Library (en)
- Archives nationales de l'Inde (en)

### Services subordonnés
- Inventaire anthropologique de l'Inde (en), Calcutta
- Central Reference Library (en), Calcutta
- National Research Laboratory for Conservation of Cultural Property, Lucknow
- National Gallery of Modern Art, New Delhi
- National Gallery of Modern Art, Mumbai
- National Gallery of Modern Art, Bengaluru
- Bibliothèque nationale d'Inde, Calcutta
- Musée national de l'Inde (en), New Delhi

### Organismes autonomes
- Mission nationale pour les manuscrits, Delhi
- Musée d'Allahabad (en), Allahabad
- Société asiatique, Calcutta
- Central Institute of Buddhist Studies, Ladakh
- Université centrale des études tibétaines, Bénarès
- Centre for Cultural Resources and Training, New Delhi
- Bibliothèque publique de Delhi, Delhi
- Gandhi Smriti and Darshan Samiti, New Delhi
- Musée indien , Calcutta
- Indira Gandhi National Centre for the Arts (IGNCA), New Delhi
- Indira Gandhi Rashtriya Manava Sangrahalaya, Bhopal
- Fondation Kalakshetra, Thiruvanmayur, Madras
- Khuda Baksh Oriental Public Library, Patna
- Lalit Kala Akademi, New Delhi
- Maulana Abul Kalam Azad Institute of Asian Studies (MAKAIAS), Calcutta
- National Council of Science Museums, Calcutta
- National Museum Institute of History of Art, Conservation and Museology (NMIHACM), Delhi
- National School of Drama, New Delhi
- Nav Nalanda Mahavihara, Nalanda, Bihar
- Nehru Memorial Museum and Library, New Delhi
- Raja Ram Mohan Roy Library Foundation, Calcutta
- Bibliothèque Raza, Rampur
- Sahitya Akademi (SA), New Delhi
- Musée Salar Jung, Hyderabad
- Sangeet Natak Akademi (SNA), New Delhi
- Bibliothèque Saraswathi Mahal, Tanjore
- Victoria Memorial Hall, Calcutta